# 雪が谷検車区上町班
雪が谷検車区上町班（ゆきがやけんしゃく かみまちはん）は、東京都世田谷区にある東急電鉄世田谷線の車両基地。玉川線・砧線の廃止に伴い、1969年（昭和44年）5月に上町検車区として発足した。

## 概要
世田谷線の車両が配置されており、列車検査・月検査などを実施している。ただし、大掛かりとなる重要部検査・全般検査時は、車体関係は当検車区で、台車やパンタグラフなどはトラックで長津田車両工場まで運搬して検査を実施している。最寄駅は上町駅。
2000年8月までは長津田検車区上町班の名称であった。構内は1999年（平成11年）の300系導入に合わせて大きく改良された。最初に同年9月に上町駅 - 宮の坂駅間の下り線に沿って留置線が新設された。さらに構内の検修庫が建て直され、新検修庫を2000年（平成12年）4月1日から使用開始、配線改良した新3番線を7月24日から、新2番線を12月1日から使用開始した。

### 大橋工場
元来東京急行電鉄の軌道線（玉川線・砧線・下高井戸線）の車両管理は、1907年（明治40年）3月の玉川電気鉄道（玉電）時代から目黒区大橋1丁目（現在の地番）の大橋工場（おおはしこうじょう）で行っていた。ただし、合理化を図るため、大橋工場は1967年（昭和42年）12月に東急の鉄道線全線の定期検査を担当する元住吉工場に吸収合併され、大橋工場は大橋検車区（おおはしけんしゃく）に改称された。
大橋検車区は玉川線・砧線廃止後、東急バス大橋営業所に転用され、現在は首都高速道路大橋ジャンクションになっている。

## 沿革
大橋工場→大橋検車区時代を含む
- 1907年（明治40年）3月 - 玉川電気鉄道（玉電）開業に伴い、大橋工場を開設[7]。
- 1938年（昭和13年）4月1日 - 玉川電気鉄道が東京横浜電鉄（現：東京急行電鉄→東急電鉄）に合併される。
- 1967年（昭和42年）12月16日 - 大橋工場が元住吉工場に吸収され、大橋検車区となる[3]。
- 1969年（昭和44年）5月11日 - 玉川線・砧線廃止に伴い大橋検車区を廃止、（下高井戸線→）世田谷線を管轄する上町検車区が発足[3]。
- 1977年（昭和52年）4月1日 - 長津田車両工場に吸収合併され、長津田車両工場上町班となる[3]。
- 1983年（昭和58年）9月16日 - 長津田車両工場より長津田検車区に移管され、長津田検車区上町班となる[3]。
- 2000年（平成12年）
  - 4月1日 - 新検修庫を使用開始[6]。
  - 8月6日 - 長津田検車区より雪が谷検車区に移管され、雪が谷検車区上町班となる[8]。

## 車両

### 配置車両
- 300系 10編成20両

### 旧配置車両

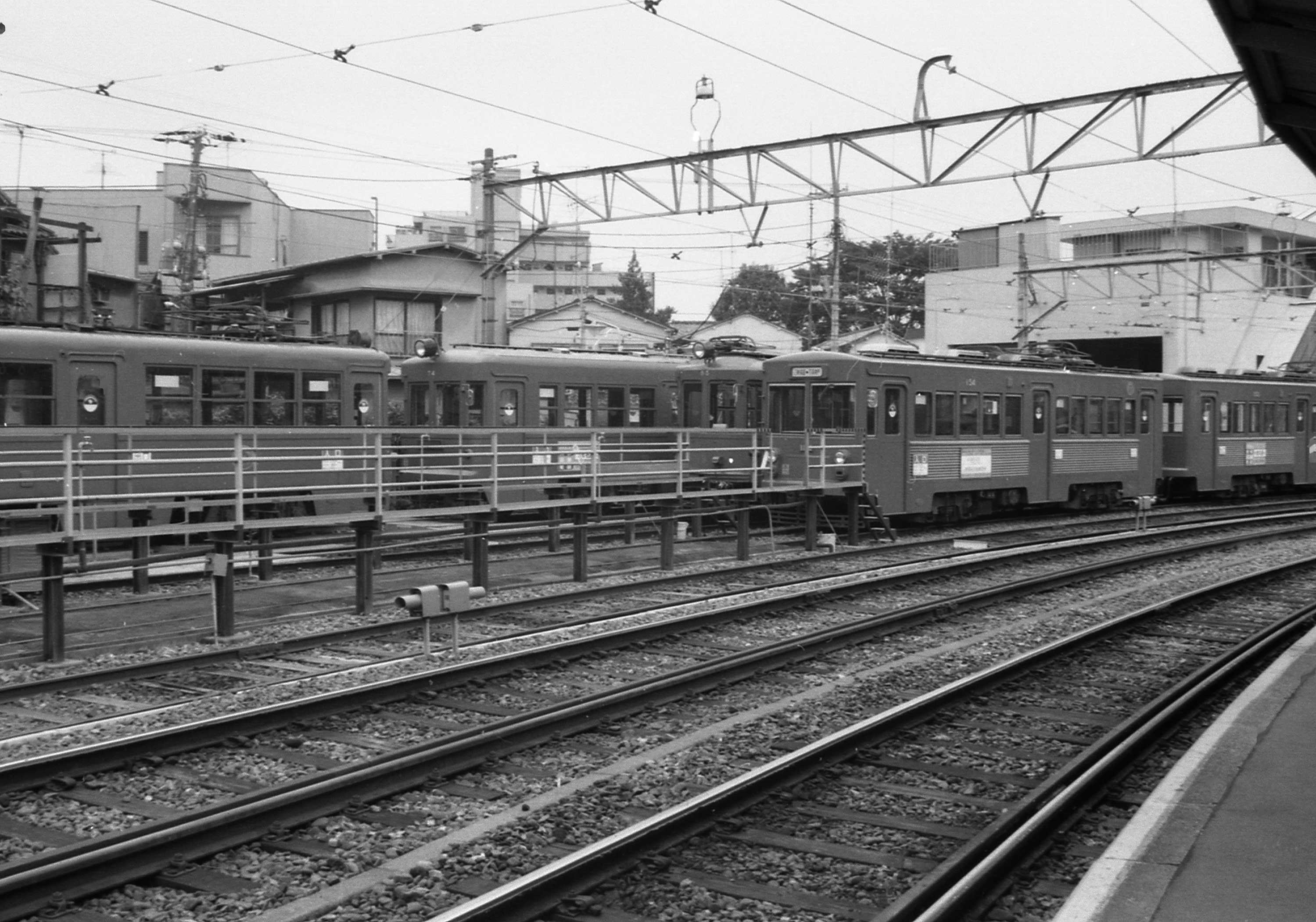
1985年ごろの上町車庫

- デハ70形
- デハ80形
- デハ150形